# Asthenotricha proschora
Asthenotricha proschora là một loài bướm đêm trong họ Geometridae.